# Treviolo
Treviolo es una localidad y comune italiana de la provincia de Bérgamo, región de Lombardía, con 10.102 habitantes.

## Evolución demográfica
| Gráfica de evolución demográfica de Treviolo entre 1861 y 2001 |
|                                                                |
| Fuente ISTAT - elaboración gráfica de Wikipedia                |